# Paul Dickov
Paul Dickov (Livingston, 1 de novembro de 1972) é um ex-futebolista e treinador de futebol escocês que jogava como atacante.

## Carreira por clubes
Revelado pelo Arsenal, jogou nas categorias de base do clube entre 1989 e 1990, quando foi promovido ao elenco principal dos Gunners pelo técnico Don Howe, porém disputou apenas 4 partidas em suas 2 primeiras temporadas como jogador profissional, embora tivesse feito 2 gols. Para ganhar experiência, foi emprestado ao Luton Town, onde jogou 15 vezes e fez um gol. Em 1994, defendeu, também por empréstimo, o Brighton & Hove Albion. Foram 8 partidas pelos Seagulls, antes de voltar ao Arsenal no mesmo ano. Entretanto, Dickov jogaria poucas vezes (16 partidas na Premier League) e um gol, na temporada 1995-96, última do atacante pelo clube londrino.
Fora dos planos do Arsenal para 1996, assinou com o Manchester City, estreando contra o Stoke City em agosto. Na primeira temporada pelos Citizens, jogou 29 vezes e fez 5 gols. Ele foi o artilheiro do clube na temporada seguinte (9 gols), mas não evitou o inédito rebaixamento do City à terceira divisão. Dickov foi titular dos Citizens até 1999-00, quando perdeu espaço para o veterano George Weah e o costarriquenho Paulo Wanchope. Após entrar em campo em apenas 7 jogos e sentindo-se "esquecido" por Kevin Keegan, que substituiu Joe Royle, Dickov encerrou sua primeira passagem por Manchester após 158 partidas e 35 gols, e assinou com o Leicester City em fevereiro de 2002. Em 2 temporadas e meia pelos Foxes, jogou 89 vezes e balançou as redes adversárias em 32 oportunidades. Vestiu também a camisa do Blackburn Rovers entre 2004 e 2006 (50 jogos e 14 gols), regressando ao Manchester City em 2006.

## Volta ao City, final de carreira como jogador e trajetória como técnico
De volta ao City, o atacante fez sua reestreia pelo clube mancuniano contra o Chelsea, que venceria por 3 a 0. Atrapalhado por lesões, ele entrou apenas 16 vezes em campo (9 como titular, 7 como opção no banco de reservas), não tendo feito nenhum gol. Teve ainda passagens curtas por Crystal Palace e Blackpool, voltando posteriormente ao Leicester City em 2008 e disputando 21 jogos, além de fazer 2 gols.
Encerrou sua carreira de jogador em 2011, após defender o Derby County (também por empréstimo), Leeds United e Oldham Athletic, pelo qual iniciou sua carreira de técnico em 2010. Deixou as Owl's em 2013 para comandar o Doncaster Rovers em 115 partidas. Desde então, permanece sem clube.

## Seleção
Com passagem pelo time Sub-21 da Escócia, Dickov jogou pela primeira vez na seleção principal em outubro de 2000, na partida contra San Marino, pelas eliminatórias da Copa de 2002. O atacante disputou, até 2004, 10 partidas pela equipe, com um gol.